# 佐藤俊夫 (倫理学者)
佐藤 俊夫（さとう としお、1921年 - ）は、日本の倫理学者、東京大学名誉教授。

## 来歴
第一高等学校から1943年東京帝国大学文学部倫理学科卒。1950年東大教養学部講師、助教授、教授、1981年定年退官、名誉教授、信州大学教授。

## 著書
- 『倫理学』東京大学出版会 1952
- 『習俗 倫理の基底』筑摩書房 1961 のち塙新書
- 『倫理学的散歩』東京大学出版会 (UP選書)1970

### 共編著
- 『これからの道徳指導 指導過程の実践的問題と考察』古島稔共編 光風社出版 1963
- 『家庭教育のコツ 子どもの心をみつめて』古島稔共編 光風出版 1965
- 『情操 道徳教育『古島稔共編著 東洋館出版社 1966
- 『倫理学のすすめ』(学問のすすめ)筑摩書房 1970